# Classe Kagitingan
La Classe Kagitingan est une classe de patrouilleurs côtiers actuellement en service dans la Marine philippine.

## Histoire
Les patrouilleurs de classe Kagitingan ont été conçus et construits en Allemagne de l'Ouest, sous contrat avec la Marine philippine dans les années 1970, avec l'intention d'une production éventuelle aux Philippines. La première unité, produit par les chantiers navals W. Muller à Hamelin fut le BRP Kagitingan (PG-101) en septembre 1979. Son sister-ship, le BRP Bagong Lakas (PG-102) est probablement sorti du même chantier naval allemand ou du chantier philippin Dockyards Corp. en 1979.
Les deux autres, le BRP Katapangan (PG-103, 1982) et le BRP Bagong Silang (PG-104, 1983) ont été construits au chantier naval philippin Cavite Naval SY à Cavite.
Actuellement, [Quand ?] deux sont encore en service : BRP Bagong Lakas (PG-102) et  BRP Bagong Silang (PG-104). Ils ont bénéficié d'une refonte en 1994.
Le BRP Kagitingan (PG-101) a été mis hors service en 2004 ainsi que le BRP Katapangan (PG-103) à une date indéterminée.